# 만프레트 롬멜
만프레트 롬멜(독일어: Manfred Rommel, 1928년 12월 24일 ~ 2013년 11월 7일)은 독일의 정치인으로 에르빈 롬멜의 아들이다. 기민련(CDU) 당원으로 활동했고, 1974년부터 1996년까지 슈투트가르트 시장을 지냈다.
적군파(RAF) 테러리스트 안드레아스 바더와 구드룬 엔슬린이 자살하자 매장지점에 대해 격렬한 논쟁이 일자 만프레트 롬멜은 엔슬린의 가족의 부탁으로 도르할렌 공동묘지에 자리를 마련해 주었으며 자신의 당에서까지 공격을 받았다.